# Градок (округ Нове Место-над-Вагом)
Градок (словац. Hrádok) — село, громада округу Нове Место-над-Вагом, Тренчинський край. Кадастрова площа громади — 24.13 км².
Населення 739 осіб (станом на 31 грудня 2020 року).

## Історія
Градок згадується 1246 року.

## Населення
| Рік:            | 1994. | 2004.   | 2014.    | 2024.    |
| --------------- | ----- | ------- | -------- | -------- |
| Кількість осіб: | 642   | 596     | 711      | 784      |
| Різниця:        |       | -7,16 % | +19,29 % | +10,26 % |

| Рік:            | 2023. | 2024.   |
| --------------- | ----- | ------- |
| Кількість осіб: | 770   | 784     |
| Різниця:        |       | +1,81 % |